# Johannes Rehm (Theologe)
Johannes Rehm (* 3. Juli 1957 in Ingolstadt/Donau) ist ein deutscher evangelischer Theologe. Er ist Pfarrer der Evangelisch-Lutherischen Kirche in Bayern und apl. Professor für Praktische Theologie an der Friedrich-Alexander-Universität Erlangen-Nürnberg.

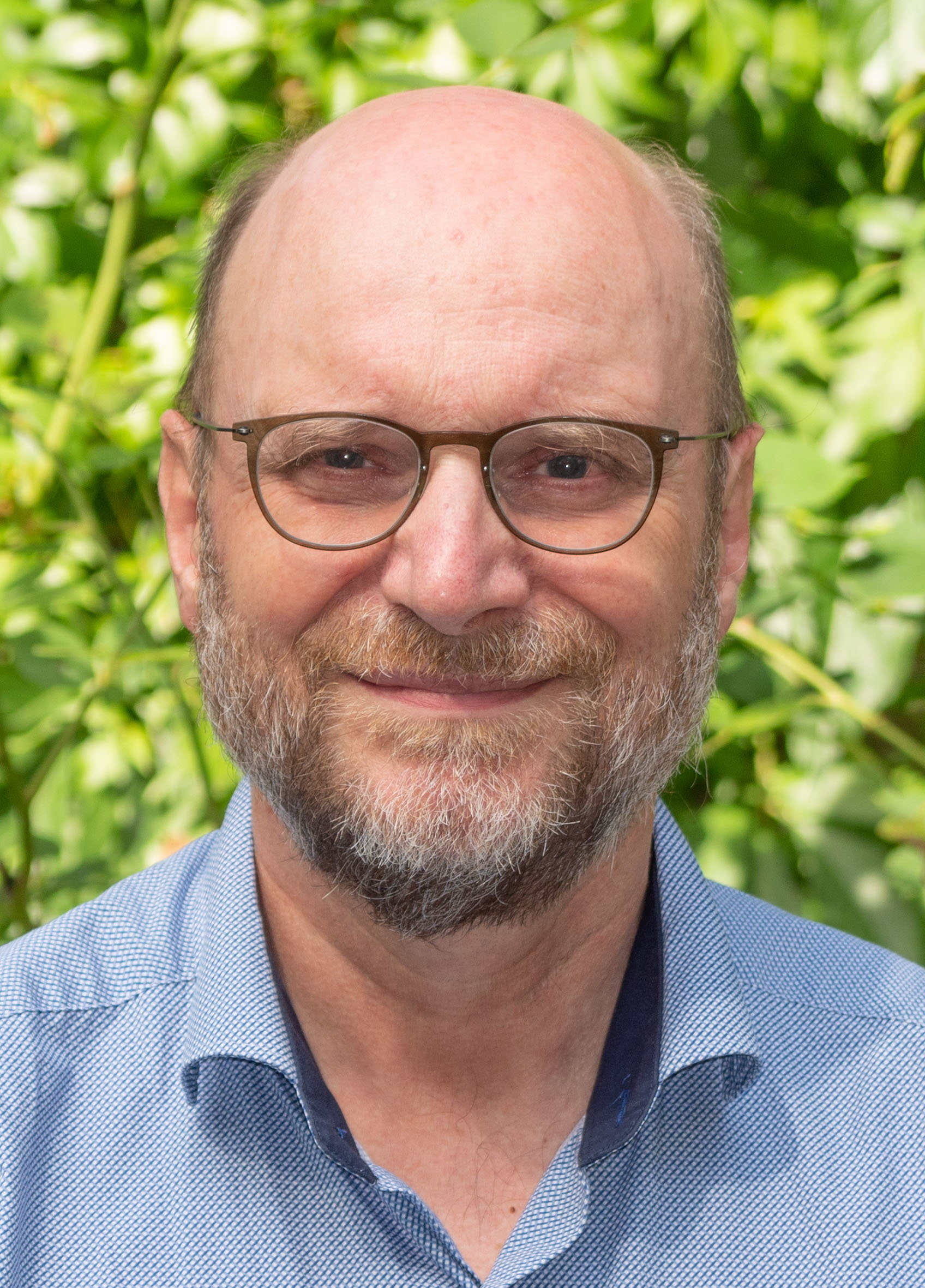
Rehm Johannes

## Leben
Johannes Rehm stammt aus einem Pfarrhaus der bayerischen Landeskirche und wuchs in Weiden in der Oberpfalz auf. Nach dem Abitur am Melanchthon-Gymnasium Nürnberg studierte er Evangelische Theologie in Erlangen, Marburg, Tübingen und Neuendettelsau. Im Anschluss war er Studienleiter im Theologenheim des Martin-Luther-Bundes in Erlangen. Nach dem Vikariat in Uttenreuth verbrachte er als erster Lutheraner ein Studienjahr als Stipendiat des Ökumenischen Rates der Kirchen an der Päpstlichen Universität Anselmianum in Rom. Nach der Ordination 1987 war er als Gemeindepfarrer an der Neustädter Universitätskirche in Erlangen sowie als nebenamtlicher Gefängnisseelsorger an der JVA Erlangen tätig. 1990 wurde ihm die Studentenpfarrstelle Bamberg-Erlöserkirche übertragen. 1992 promovierte er bei Jürgen Moltmann und Hans Küng über den ökumenischen Abendmahlsdialog. In Bamberg initiierte Johannes Rehm den Bau des Internationalen Studentenwohnheims Collegium Oecumenicum und gründete eine Regionalgruppe der Weltkonferenz der Religionen für den Frieden (WCRP). Nach Forschungsaufenthalten in Birmingham, Kapstadt und Jerusalem erfolgte im Jahr 2000 die Habilitation über Weltethos und Erziehung an der Friedrich-Alexander-Universität Erlangen-Nürnberg. 2006 wurde er zum Amtsleiter des Kirchlichen Dienstes in der Arbeitswelt der Evangelisch-Lutherischen Kirche in Bayern (ELKB) ernannt. Seit Juli 2023 ist er im Ruhestand. Von 2010 bis 2015 war er Mitglied im Hauptvorstand des Pfarrer- und Pfarrerinnenvereins und in der Synodalperiode 2014–2020 Mitglied der Landessynode der ELKB. Außerdem gehört er der  Bayerischen Pfarrgeschwisterschaft, dem „Theologischen Arbeitskreis Prackenfels e.V.“ und dem Kuratorium von  Diakoneo an und ist Mitherausgeber des Jahrbuchs Sozialer Protestantismus.
Ehrenamtlich engagiert er sich in der Altenhilfe als Heimbeirat des Pflegezentrums Sebastianspital des Nürnberg-Stiftes sowie als stellvertretender Aufsichtsratsvorsitzender der Christlichen Arbeitsgemeinschaft (CAG) e.V. in Nürnberg.
Sein fachlicher Schwerpunkt ist der Überschneidungsbereich von Praktischer Theologie und Sozial- und Wirtschaftsethik.

## Theologische und sozialethische Schwerpunkte
Ein grundlegender Schwerpunkt der theologischen Arbeit von Johannes Rehm ist der ökumenische Dialog in der Spannung von evangelisch-lutherischem Profil und ökumenischer Verständigungsbereitschaft. Seine Tübinger Dissertation widmete sich der Fragestellung, ob ökumenische Abendmahlsgemeinschaft zwischen römisch-katholischer und evangelisch-lutherischer Kirche jetzt schon möglich sei. Die Analyse der Ergebnisse des offiziellen ökumenischen Dialogs kommt zu dem Schluss, dass mit theologischen Gründen die konfessionelle Trennung am Tisch des Herrn nicht zu rechtfertigen ist. Vielmehr kann ein weitgehender theologisch fundierter Konsens in den traditionell strittigen Fragenkreisen Laienkelch, Realpräsenz und Opfer festgestellt werden. Deshalb „kann mit dem theologisch besten Gewissen ökumenische Abendmahlsgemeinschaft praktiziert werden“.
Diese These wurde von zahlreichen Rezensenten auch aus dem Raum der katholischen Theologie zustimmend aufgegriffen. Zudem wurde die Arbeit mit dem Dr. Kurt Hellmich-Preis der katholischen Fakultät der Universität Regensburg ausgezeichnet. Eine Zuspitzung seiner These zur ökumenischen Abendmahlsgemeinschaft legte Johannes Rehm mit einer programmatischen Schrift vor, die unter dem Titel Eintritt frei! Plädoyer für das ökumenische Abendmahl unmittelbar vor dem Berliner Ökumenischen Kirchentag 2003 erschien und dort aus aktuellem Anlass intensiv diskutiert wurde. In ihr machte er konkrete Vorschläge auch zur liturgisch-praktischen Gestaltung ökumenischer Mahlgemeinschaft.
Als Bamberger Studierendenpfarrer widmete sich Johannes Rehm wissenschaftlich und praktisch schwerpunktmäßig besonders dem interreligiösen Dialog. Auch dieser Dialog ist für ihn in der nicht aufzuhebenden Spannung von Identität und Verständigung zu führen, wobei ihm die wechselseitige Bezogenheit von Glaube und Ethos ein besonderes Anliegen ist. Im Nachgang zum Münchner Kirchentag 1993 griff er in den Folgejahren das Projekt Weltethos seines Doktorvaters Hans Küng auf. In den unverrückbaren Weisungen der Weltethos-Erklärung erblickt er „religionenübergreifende Übereinstimmungen in elementaren Erfahrungen gelingenden Lebens“. Jene empfiehlt er als Gesprächsgrundlage für kirchliche und schulische Bildungsarbeit. Diese „ermöglichen und fördern in Schule und Erwachsenenbildung interreligiösen Dialog zunächst über Grundregeln menschlichen Handelns, dadurch aber auch einen Dialog über die dahinterstehenden Glaubensüberzeugungen im Interesse einer Vertiefung gegenseitiger Kenntnis und als Beitrag zu echter Kulturbegegnung. Beides ist Voraussetzung für gelingendes Zusammenleben von unterschiedlichen Menschen in Frieden und Gerechtigkeit“.
Johannes Rehm engagiert sich insbesondere in seiner bayerischen Landeskirche für einen lebendigen Umgang mit dem theologischen Erbe der Bekennenden Kirche. Am Beispiel der Biographie des Pfarrers Karl Steinbauer, dessen Predigten er edierte, zeigt er die politische Relevanz des Evangeliums auf: „Eine vornehmlich formale Berufung auf Schrift und Bekenntnis ist nicht hinreichend, sondern die Schrift beansprucht Geltung in allen aktuellen Konflikten des Lebens und der Zeit.“
Seit der Übernahme der Leitung des kda Bayern bildete der Dialog mit Arbeitnehmer- und Arbeitgebervertretern der Wirtschaft einen weiteren Schwerpunkt der theologischen Arbeit von Johannes Rehm. Er tritt ein für einen auftragsorientierten kda mit evangelisch-lutherischem Profil. Kirchlicher Dienst in der Arbeitswelt ist Kirche, weil er das Evangelium von Jesus Christus bezeugt – martyria, Gottesdienste feiert – leiturgia, Gemeinschaft eröffnet – koinonia und Dienst am Nächsten übt – diakonia. Aufgaben des kda und seiner Mitarbeitenden sind für ihn gleichgewichtig die Pflege des Dialogs mit allen Akteuren der Arbeitswelt, die Parteinahme für Beschäftigte und das Engagement für eine Gesellschaft der gerechten Teilhabe im Auftrag ihrer Kirche. Sozialethisch grundlegend ist dabei die Verwirklichung eines Menschenrechts auf Arbeit für alle in einer Wirtschaft um des Menschen willen. Dazu gehört ein heilsamer Wechsel von Arbeit und Ruhe einschließlich des arbeitsfreien Sonntags als unaufgebbarem Kulturgut.
Die für seinen bisherigen Wirkungsbereich grundlegende „Arbeiterfrage“ ist unter veränderten gesellschaftlichen Rahmenbedingungen weiterhin als kritische Rückfrage nach der Einbindung von Arbeitnehmenden in das kirchliche Leben zu stellen. Die menschengerechte Gestaltung der Digitalisierung des Wirtschaftslebens sieht Johannes Rehm als die aktuelle Zukunftsaufgabe des gesamten Bereichs „Kirche – Wirtschaft – Arbeitswelt“ an. Ein zentrales geistliches Anliegen ist ihm eine gelebte evangelische Frömmigkeit der Arbeit als Beruf.

## Schriften (Auswahl)
- Das Abendmahl: Römisch-Katholische und Evangelisch-Lutherische Kirche im Dialog. Mit einer Einführung von Hans Küng. Kaiser, Gütersloh 1993, ISBN 3-579-00230-9; 2. Auflage, TVT-Medienverlag, Tübingen 2001, ISBN 3-929128-28-4. Zugleich: Tübingen, Universität, Dissertation, 1992 unter dem Titel: Johannes Rehm: Das Abendmahlsgespräch.
- Johannes Rehm (Hrsg.): Verantwortlich leben in der Weltgemeinschaft. Zur Auseinandersetzung um das ‚Projekt Weltethos‘. Mit Beiträgen von Wolfgang Huber, Hans Küng, Carl Friedrich von Weizsäcker u. a. Gütersloh 1994, ISBN 3-579-05133-4.
- Erziehung zum Weltethos – Projekte interreligiösen Lernens in multikulturellen Kontexten (= Arbeiten zur Religionspädagogik Band 20). Vandenhoeck und Ruprecht, Göttingen 2002, ISBN 3-525-61490-X. Zugleich: Erlangen, Nürnberg, Universität, Habilitationsschrift, 2000.
- „Ich glaube, darum rede ich!“ Texte und Predigten im Widerstand / Karl Steinbauer. Hrsg. und eingeleitet von Johannes Rehm. TVT-Medienverlag, Tübingen 1999, ISBN 3-929128-21-7; 2. Auflage 2001.
- Weltethos praktisch. Perspektiven für den interreligiösen Dialog. Matthias-Grünewald-Verlag, Mainz 2004, ISBN 3-7867-2482-2.
- Eintritt frei? Plädoyer für das ökumenische Abendmahl. Patmos, Düsseldorf 2002, ISBN 3-491-70358-1.
- Michael Krug, Ruth Lödel, Johannes Rehm (Hrsg.): Beim Wort nehmen – die Schrift als Norm für kirchliches Reden und Gestalten. Friedrich Mildenberger zum 75. Geburtstag. Kohlhammer, Stuttgart 2004, ISBN 3-17-018349-4.
- Johannes Rehm, Johannes Wagner-Friedrich (Hrsg.): Evangelische gibt's hier nicht – Eine Spurensuche in und um Bamberg (= Edition Hübscher). Genniges, Memmelsdorf 2006, ISBN 3-924983-25-9.
- Johannes Rehm, Joachim Twisselmann (Hrsg.): Kirche, wo bist du? Die gesellschaftliche Verantwortung der Kirchen im Dialog (= Das sozialpolitische Gespräch. Band 1). Mabase-Verlag, Nürnberg 2007, ISBN 978-3-939171-10-2; 2. Auflage 2007.
- Johannes Rehm, Roland Pelikan, Philip Büttner (Hrsg.): Kirchliches Handeln in der Arbeitswelt. Grundlegung – Grenzüberschreitungen – Gestaltungsfelder (= Festschrift für Helmut Grau). Mabase-Verlag, Nürnberg 2009, ISBN 978-3-939171-16-4.
- Johannes Rehm, Hans G. Ulrich (Hrsg.): Menschenrecht auf Arbeit? Sozialethische Perspektiven. Kohlhammer, Stuttgart 2009, ISBN 978-3-17-020823-0.
- Johannes Rehm, Sigrid Reihs (Hrsg.): Kirche und unternehmerisches Handeln. Neue Perspektiven der Dialogarbeit. Kohlhammer, Stuttgart 2010, ISBN 978-3-17-021307-4.
- Johannes Rehm, Joachim Twisselmann (Hrsg.): Wirtschaft um des Menschen willen. Stichworte für eine erneuerte Soziale Marktwirtschaft. Mabase-Verlag, Nürnberg 2010, ISBN 978-3-939171-15-7.
- Arbeitswege. Vorrede von Annekathrin Preidel. Bilder von Wolfgang Noack. Mabase-Verlag, Nürnberg / Erlanger Verl. für Mission und Ökumene, Erlangen 2014, ISBN 978-3-939171-43-0.
- Traugott Jähnichen, Torsten Meireis, Johannes Rehm, Hans-Richard Reuter, Sigrid Reihs, Gerhard Wegner (Hrsg.): Dritter Weg? Arbeitsbeziehungen in Kirche und Diakonie (= Jahrbuch Sozialer Protestantismus. Band 8). Gütersloher Verlagshaus, Gütersloh 2015 ISBN 978-3-579-08057-4.
- Johannes Rehm: Dienstgemeinschaft als Lebensform. in: Traugott Jähnichen, Torsten Meireis, Johannes Rehm, Sigrid Reihs, Hans-Richard Reuter, Gerhard Wegner (Hrsg.), Dritter Weg? Arbeitsbeziehungen in Kirche und Diakonie, Jahrbuch Sozialer Protestantismus Bd. 8, Gütersloh 2015, S. 72 – 86, ISBN 978-3-579-08057-4.
- Johannes Rehm (Hrsg.): Kirche und Arbeiterfrage. Eine sozialwissenschaftlich-theologische Untersuchung zu Nähe und Distanz zwischen Arbeiterschaft und Evangelischer Kirche. Stuttgart 2017, ISBN 978-3-17-026311-6.
- Hanns Kerner, Johannes Rehm, Hans-Martin Weiss (Hrsg.): Das geistliche Amt im Wandel. Entwicklungen und Perspektiven. Leipzig 2017, ISBN 978-3-374-05078-9.
- Roland Pelikan, Johannes Rehm (Hrsg.): Arbeit im Alltag 4.0. – Wie Digitalisierung ethisch zu lernen ist. Berlin 2018, ISBN 978-3-643-13709-8.
- Johannes Rehm: Evangelische Wirtschaftsethik im Dialog – eine praktisch-theologische Perspektive. in: Arne Manzeschke (Hrsg.): Evangelische Wirtschaftsethik – wohin? Perspektiven und Positionen. Berlin 2018, S. 179 – 194, ISBN 978-3-643-12935-2.
- Johannes Rehm: Bildung in der Arbeitswelt. in: Mathias Hartmann, Peter Helbich (Hrsg.): Bildung und Verwandlung als Chance für die Zukunft des Menschlichen. Dynamisch Leben gestalten Bd. 9, Stuttgart 2018, S. 176 – 188, ISBN 978-3-17-034467-9.
- Johannes Rehm: „… denn der Mensch ist zur Arbeit geboren, wie der Vogel zu fliegen…“ (Martin Luther) - Der Wandel in der Arbeitswelt als kirchliche Herausforderung. in: Verena Begemann, Christiane Burbach, Dieter Weber (Hrsg.): Ethik als Kunst der Lebensführung, Festschrift für Friedrich Heckmann. Stuttgart 2018, S. 13 – 28, ISBN 978-3-17-034058-9.
- Johannes Rehm: Art. Ethik in der Arbeitswelt. In: Ethik-Evangelisch (Online-Lexikon).
- Johannes Rehm: Kirche ohne Arbeiter? Eine kritische Rückfrage zu aktuellen kirchlichen Reformprozessen. in: Traugott Jähnichen, Torsten Meireis, Johannes Rehm, Sigrid Reihs, Hans-Richard Reuter und Gerhard Wegner (Hrsg.), Krisen - Aufbrüche - Transformationen. Zur Sozialität der Evangelischen Kirche, Jahrbuch Sozialer Protestantismus Bd. 12, Leipzig 2020, S. 220–231, ISBN 978-3-374-06450-2.
- Johannes Rehm: „In Gottes Namen fang ich an...“. Arbeit als Berufung. in: Peter Zimmerling (Hrsg.), Handbuch Evangelischer Spiritualität, Bd. 3, Göttingen 2020, S. 760–782, ISBN 978-3-525-56460-8.
- Johannes Rehm: Wirtschaftswunder. 52 Lichtblicke für den Arbeitsalltag. Mit Fotografien von Wolfgang Noack. Edition Chrismon, Leipzig 2021, ISBN 978-3-96038-275-1.
- Konrad Müller, Johannes Rehm (Hrsg.): Arbeit als Gottesdienst? Wertschöpfung in christlicher Verkündigung. Festschrift für Roland Pelikan. Evangelische Verlagsanstalt, Leipzig 2021, ISBN 978-3-374-06762-6.
- Ruth Lödel, Johannes Rehm: „... auf der Suche nach Gottes verborgener Wirklichkeit“ - Verkündigung in arbeitsweltlichen Kontexten am Beispiel von Sozialpfarrer Werner Schanz. in: Traugott Jähnichen, Roland Pelikan, Sigrid Reihs, Johannes Rehm (Hrsg.), Priorität für die Arbeit. Profile kirchlicher Präsenz in der Arbeitswelt gestern und heute. Festschrift für Günter Brakelmann, Berlin 2021, S. 211–223, ISBN 978-3-643-14941-1.
- Johannes Rehm: Diakonie als Lebensäußerung der Kirche, in: Hanns Kerner, Konrad Müller und Klaus Raschzok (Hrsg.), Gottesdienste und Andachten in ausgewählten Feldern diakonischen Handelns. Eine empirische Studie im Auftrag des Gottesdienst-Instituts der Evangelisch-Lutherischen Kirche in Bayern, Leipzig 2022, S. 269 – 278, ISBN 978-3-374-07047-3.
- Johannes Rehm: Streitbarkeit und Versöhnungsbereitschaft. Erinnerung eines evangelischen Theologen an Hans Küng, in: Claudio Ettl, Bernd Elmar Koziel, Hans-Peter Weigel (Hrsg.), „Wo der Geist wirkt, da ist Freiheit.“ Zum Gedenken an Hans Küng, Würzburg 2022, S. 37–46, ISBN 978-3-429-05789-3.
- Johannes Rehm: Werner Schanz (1931–2020). Sozialpfarrer und Kirchenreformer, in: Rudolf Keller (Hrsg.), Zeitschrift für bayerische Kirchengeschichte, 91. Jahrgang 2022, Nürnberg 2023, S. 309–349, ISSN 0342-4316.
- Roland Hacker, Johannes Rehm: Lebenskunst Handwerk. 16mal in den Blick genommen, Leipzig 2023, ISBN 978-3-374-07386-3.
- Johannes Rehm: Über die Notwendigkeit kirchlicher Präsenz an öffentlichen Orten, in: Klaus Eberl (Hrsg.), Wie wir leben wollen, Festschrift Volker Hergenhan, Norderstedt 2023, S. 183 – 189, ISBN 978-3-7519-3052-9.
- Manfred Böhm, Johannes Rehm (Hrsg.): Würde ist kein Konjunktiv! Seelsorge in der Arbeitswelt – Erfahrungen und Perspektiven, Würzburg 2024, ISBN 978-3-429-06714-4.

Festschrift
- Hanns Kerner, Peter Lysy, Sabine Weingärtner (Hrsg.): Wort und Welt. Dimensionen gelebten Glaubens, Festschrift für Johannes Rehm, Leipzig 2023, ISBN 978-3-374-07486-0.